# Nicolas Mas-Castellane
Nicolas du Mas de Castellane, plus connu sous le nom de baron d’Allemagne, mort en 1586, est seigneur d’Allemagne-en-Provence.

## Biographie
Nicolas du Mas de Castellane est un capitaine protestant des guerres de Religion, mort en 1586 devant son château d'Allemagne-en-Provence, assiégé par les ligueurs et tenu par son épouse Jeanne de Grasse. Il sera tué en rejoignant le château, après la bataille, d'un tir de mousquet.
Son fils est converti au catholicisme.
Alexandre du Mas épouse Marthe d'Oraison, le 14 octobre 1610, dans la chapelle du château de Cadenet. L’année suivante, il meurt à Aix-en-Provence, ainsi qu' Anibal de Forbin, baron de la Roque, son cousin dans leur duel pour un point d'honneur. Marthe se retrouve veuve. Elle élève Gabrielle du Mas, leur fille qui en épousant le 27 juin 1624, à Pertuis, Antoine de Villeneuve devient Marquise de Trans et des Arcs. Marthe d'Oraison (1590-1627) est la fondatrice du couvent des Capucines à Marseille . 